# Giovanni Battista Caccioli
Pour les articles homonymes, voir Caccioli.

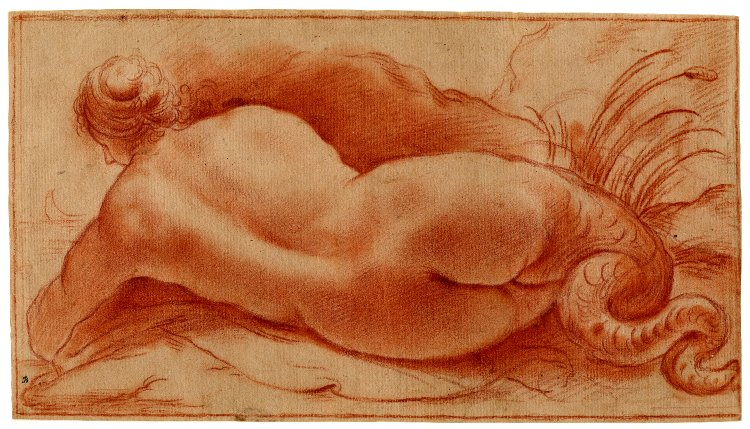
Sirène vue de dos

Giovanni Battista Caccioli, né à Budrio le 28 novembre 1623 et mort à Bologne le 25 novembre 1675, est un peintre italien actif au XVIIe siècle.

## Biographie
Giovanni Battista Caccioli, qui a été un élève de Domenico Maria Canuti, a été influencé par Carlo Cignani. Il a travaillé principalement à Bologne, Budrio, Parme, Plaisance, Modène et Mantoue où il a décoré à fresque diverses salles du palais Canossa. Une grande partie de ses œuvres sont perdues ou endommagées.
Luigi Crespi fait l'éloge de son talent en citant ses œuvres et diverses publications le concernant.
Son fils Giuseppe Antonio Caccioli était également peintre.